# Chrysotimus basiflavus
Chrysotimus basiflavus är en tvåvingeart som beskrevs av Yang 2001. Chrysotimus basiflavus ingår i släktet Chrysotimus och familjen styltflugor. Inga underarter finns listade i Catalogue of Life.